# Bracon filator
Bracon filator är en stekelart som beskrevs av Fabricius 1804. Bracon filator ingår i släktet Bracon och familjen bracksteklar. Inga underarter finns listade.